# 高根村 (山口県)
高根村（たかねそん）は、山口県玖珂郡にあった村。現在の岩国市錦町の北東部にあたる。

## 地理
- 山岳 ： 鬼ヶ城山、高鉢山、小五郎山、容谷山、右谷山、寂地山
- 河川 ： 宇佐川、深谷川

## 歴史
- 1889年（明治22年）4月1日 - 町村制の施行により、大原村・宇佐郷村・宇佐村の区域をもって発足。
- 1955年（昭和30年）4月1日 - 広瀬町・深須村と合併して錦町が発足。同日高根村廃止。